# コルベイン・シグソールソン
コルベイン・シグソールソン（Kolbeinn Sigþórsson 原語の発音；コルベイン・シグソールッソン、1990年3月14日 - ）は、アイスランド・レイキャヴィーク出身の元サッカー選手。現役時代のポジションはフォワード。
ファーストネームは殆どの媒体で「コルベイン」と表記されるが、アイスランド語ではá, í, ó, ú, ý, æ, ei, ey, auに続くnnは[tn]と発音されるため、言語により近い表記は「コルベイトン」となる。
HKコーパヴォグスでキャリアを開始し、2006-07シーズンにデビューした。その後、レアル・マドリードやアーセナルFC等いくつかのクラブから関心を集めたが、AZアルクマールへ移籍することを決め、2010-11シーズンにファーストチーム入りを果たした。翌シーズンにアヤックス・アムステルダムへ450万ユーロで移籍した。
代表ではU-17・U-19・U-21とプレーし、2010年3月21日のフェロー諸島代表との親善試合でA代表デビューすると、その試合で初ゴールを決めた。

## 経歴

### クラブ

#### 初期
2006年にプロデビュー。出場試合はわずか5試合ながらもレアル・マドリードやアーセナルといった欧州のビッグクラブから興味を持たれたが、2007年の夏にオランダのAZアルクマールへ移籍した。

#### AZ
AZの下部組織で数シーズン過ごした後、2010年8月5日にUEFAヨーロッパリーグのIFKヨーテボリ戦でトップチームデビュー。8月29日にはエクセルシオール戦で初ゴールを記録した。2011年1月29日のVVVフェンロー戦では前半のうちにハットトリックを達成し、この試合では計5ゴールをあげる活躍をした。その後も活躍をするコルベインに対してAZは契約延長をしようとしたが、ドルトムントやニューカッスルから興味を持たれ、同リーグの名門アヤックスからは200万ユーロの提示がされた。コルベインはすぐにアヤックスと個人合意したが、クラブ間の移籍金の折り合いがつかず数週間かかった。

#### アヤックス
2011年7月4日に移籍金450万ユーロの4年契約でアヤックスへ移籍。その際のインタビューでコルベインは、デニス・ベルカンプやフランク・デ・ブールのように活躍するのが夢だと語った。移籍後も得点を重ね8試合で5ゴールと活躍しチームに貢献していたが、10月に足を骨折。シーズン残りは出られないと思われていたが、特に合併症もなく2012年3月12日約5ヶ月ぶりに練習に復帰。4月1日のヘラクレス・アルメロ戦に後半途中出場で試合に復帰すると早速ゴールを決めた。22日のFCフローニンゲン戦で決勝ゴールを挙げ2-0で勝利し、リーグタイトル獲得に一役買った。

#### ナント
2015年7月2日に5年契約でリーグ・アンのFCナントへ移籍。

#### AIK
2019年3月31日、アルスヴェンスカンのAIKへ2021年12月までの期間で移籍した。

#### IFKヨーテボリ
2021年1月27日、IFKヨーテボリに移籍した。

### 代表

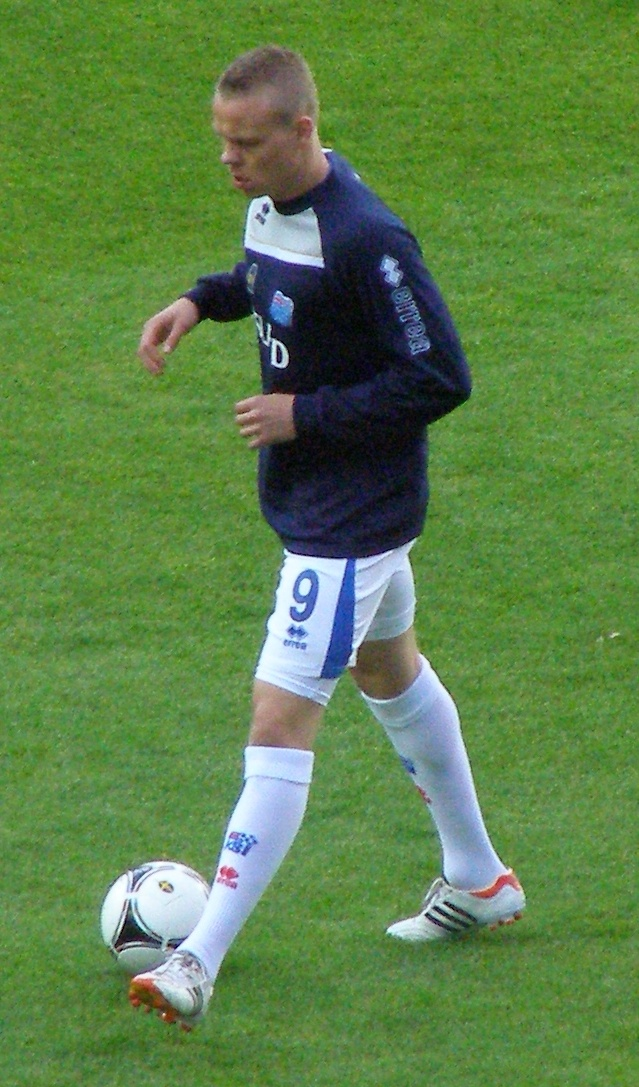
代表でのシグソールソン

ユースレベルでプレーした後、2010年3月21日にホームにフェロー諸島代表を迎えた親善試合でA代表デビューを果たすと、その試合で37分に初ゴールを挙げた。その得点が決勝ゴールとなり2-0で勝利を飾った。初のコンペティティブマッチとなった2010年9月7日UEFA EURO 2012予選のアウェーでのデンマーク代表戦で出場するもゴールを挙げられず0-1で敗北した。2011年9月6日EURO 2012予選のホームでのキプロス代表戦でコンペティティブマッチ初ゴールを決めた。試合開始5分で決め、これが唯一の得点となり、勝ち点3獲得に貢献した。2012年5月27日のフランス代表戦でチームの2得点目を挙げ2-0で前半を終えたが、後半になると3点を決められ2-3で敗北した。
UEFA EURO 2016では決勝トーナメント1回戦のイングランド戦で決勝ゴールを挙げ勝利した。

## 個人成績

### 代表での出場と得点
スコア欄はアイスランドの得点を左側に記している
| #   | 日付           | 場所               | 相手               | 得点 | 結果 | 大会                          |
| --- | -------------- | ------------------ | ------------------ | ---- | ---- | ----------------------------- |
| 1.  | 2010年3月21日  | コーパヴォグル     | フェロー諸島       | 1    | 2–0  | 親善試合                      |
| 2.  | 2010年3月24日  | シャーロット       | メキシコ           | 0    | 0–0  | 親善試合                      |
| 3.  | 2010年5月29日  | レイキャヴィーク   | アンドラ           | 1    | 4–0  | 親善試合                      |
| 4.  | 2010年9月7日   | コペンハーゲン     | デンマーク         | 0    | 0–1  | UEFA EURO 2012予選            |
| 5.  | 2010年11月17日 | テルアビブ         | イスラエル         | 1    | 2–3  | 親善試合                      |
| 6.  | 2011年6月4日   | レイキャヴィーク   | デンマーク         | 0    | 0–2  | UEFA EURO 2012予選            |
| 7.  | 2011年9月2日   | オスロ             | ノルウェー         | 0    | 0–1  | UEFA EURO 2012予選            |
| 8.  | 2011年9月6日   | レイキャヴィーク   | キプロス           | 1    | 1–0  | UEFA EURO 2012予選            |
| 9.  | 2012年5月27日  | ヴァランシエンヌ   | フランス           | 1    | 2–3  | 親善試合                      |
| 10. | 2012年5月30日  | ヨーテボリ         | スウェーデン       | 1    | 2–3  | 親善試合                      |
| 11. | 2012年8月15日  | レイキャヴィーク   | フェロー諸島       | 2    | 2–0  | 親善試合                      |
| 12. | 2013年2月6日   | マルベラ           | ロシア             | 0    | 0–2  | 親善試合                      |
| 13. | 2013年3月22日  | リュブリャナ       | スロベニア         | 0    | 2–1  | 2014 FIFAワールドカップ予選   |
| 14. | 2013年6月7日   | レイキャヴィーク   | スロベニア         | 0    | 2–4  | 2014 FIFAワールドカップ予選   |
| 15. | 2013年8月14日  | レイキャヴィーク   | フェロー諸島       | 1    | 1–0  | 親善試合                      |
| 16. | 2013年9月6日   | ベルン             | スイス             | 1    | 4–4  | 2014 FIFAワールドカップ予選   |
| 17. | 2013年9月10日  | レイキャヴィーク   | アルバニア         | 1    | 2–1  | 2014 FIFAワールドカップ予選   |
| 18. | 2013年10月11日 | レイキャヴィーク   | キプロス           | 1    | 2–0  | 2014 FIFAワールドカップ予選   |
| 19. | 2013年10月15日 | オスロ             | ノルウェー         | 1    | 1–1  | 2014 FIFAワールドカップ予選   |
| 20. | 2013年11月15日 | レイキャヴィーク   | クロアチア         | 0    | 0–0  | 2014 FIFAワールドカップ予選   |
| 21. | 2014年3月5日   | カーディフ         | ウェールズ         | 0    | 1–3  | 親善試合                      |
| 22. | 2014年5月30日  | インスブルック     | オーストリア       | 1    | 1–1  | 親善試合                      |
| 23. | 2014年6月4日   | レイキャヴィーク   | エストニア         | 1    | 1–0  | 親善試合                      |
| 24. | 2014年9月9日   | レイキャヴィーク   | トルコ             | 1    | 3–0  | UEFA EURO 2016予選            |
| 25. | 2014年10月10日 | リガ               | ラトビア           | 0    | 3–0  | UEFA EURO 2016予選            |
| 26. | 2014年10月13日 | レイキャヴィーク   | オランダ           | 0    | 2–0  | UEFA EURO 2016予選            |
| 27. | 2014年11月16日 | プルゼニ           | チェコ             | 0    | 1–2  | UEFA EURO 2016予選            |
| 28. | 2015年3月28日  | アスタナ           | カザフスタン       | 0    | 3–0  | UEFA EURO 2016予選            |
| 29. | 2015年6月12日  | レイキャヴィーク   | チェコ             | 1    | 2–1  | UEFA EURO 2016予選            |
| 30. | 2015年9月3日   | アムステルダム     | オランダ           | 0    | 1–0  | UEFA EURO 2016予選            |
| 31. | 2015年9月8日   | レイキャヴィーク   | アイスランド       | 0    | 0–0  | UEFA EURO 2016予選            |
| 32. | 2015年10月10日 | レイキャヴィーク   | ラトビア           | 1    | 2–2  | UEFA EURO 2016予選            |
| 33. | 2015年10月13日 | コンヤ             | トルコ             | 0    | 0–1  | UEFA EURO 2016予選            |
| 34. | 2015年11月13日 | ワルシャワ         | ポーランド         | 0    | 2–4  | 親善試合                      |
| 35. | 2015年11月17日 | ジリナ             | スロバキア         | 0    | 1–3  | 親善試合                      |
| 36. | 2016年3月24日  | ヘアニング         | デンマーク         | 0    | 1–2  | 親善試合                      |
| 37. | 2016年3月29日  | ピレウス           | ギリシャ           | 1    | 3–2  | 親善試合                      |
| 38. | 2016年6月1日   | オスロ             | ノルウェー         | 0    | 2–3  | 親善試合                      |
| 39. | 2016年6月6日   | レイキャヴィーク   | リヒテンシュタイン | 1    | 4–0  | 親善試合                      |
| 40. | 2016年6月14日  | サン＝テティエンヌ | ポルトガル         | 0    | 1–1  | UEFA EURO 2016                |
| 41. | 2016年6月18日  | マルセイユ         | ハンガリー         | 0    | 1–1  | UEFA EURO 2016                |
| 42. | 2016年6月22日  | サン＝ドニ         | オーストリア       | 0    | 2–1  | UEFA EURO 2016                |
| 43. | 2016年6月27日  | ニース             | イングランド       | 1    | 2–1  | UEFA EURO 2016                |
| 44. | 2016年7月3日   | サン＝ドニ         | フランス           | 1    | 2–5  | UEFA EURO 2016                |
| 45. | 2018年9月10日  | レイキャヴィーク   | ベルギー           | 0    | 0-3  | UEFAネーションズリーグ2018-19 |
| 46. | 2018年10月11日 | サン=ドニ          | フランス           | 0    | 2-2  | UEFAネーションズリーグ2018-19 |
| 48. | 2018年11月19日 | オイペン           | カタール           | 1    | 2–2  | 親善試合                      |
| 51. | 2019年9月7日   | レイキャヴィーク   | モルドバ           | 1    | 3–0  | UEFA EURO 2020予選            |
| 52. | 2019年9月10日  | エルバサン         | アルバニア         | 1    | 2–4  | UEFA EURO 2020予選            |
| 54. | 2019年10月14日 | レイキャヴィーク   | アンドラ           | 1    | 2–0  | UEFA EURO 2020予選            |

## タイトル
クラブ
アヤックス
- エールディヴィジ 2011-12, 2012-13, 2013-14
- ヨハン・クライフ・スハール 2013